# 1861年俄國農奴制度改革

1907年鲍里斯‧克斯托依列夫的畫作，描繪1861年農奴們聆聽農奴解放宣言。

1861年俄國農奴制度改革（俄語：Крестьянская реформа в России）是亞歷山大二世統治時期俄羅斯帝國改革的第一步，也是最重要的改革。此改革使俄羅斯帝國的農奴制度解體。在俄國某些地區農奴制被廢除的時間更早。
1861年農奴解放宣言宣布解放莊園農奴與家用農奴。此宣言使超過2千3百萬的農奴獲得自由。農奴被授予自由公民的所有權利，包括無需獲得許可就可結婚的權利，擁有財產的權利，和擁有自己事業的權利。宣言規定農民可以向地主購買土地。家用農奴則只獲得了自由，而沒有土地。
南高加索格魯吉亞地區的農奴解放被推遲到1864年，而且與俄羅斯相比，條件更有利於貴族。皇家的農奴於1866年被解放，獲得了更好和更大的土地。

## 改革前情況
1861年前的俄羅斯農民有兩大類：
1. 生活在國家土地上的農民
2. 生活在私人土地上的農民

而「農奴」指的是生活在私人土地上的農民，約佔人口的38％。農奴除了對政府有義務，他們也對領主有義務；領主對農奴的生活擁有巨大的權力。農村人口生活以戶（dvory）為單位，多戶聚集成村莊（derevni），以村社為中心進行運作。分布於各地的公社是獨立的，大部分能夠自給自足，每10公里為一公社。俄羅斯帝國有約2000萬戶，其中40％有六到十人。
公社與外界孤立，而每個公社在公社大會（skhod）任命一位“長老”（starosta）和一位“職員”（pisar）來處理任何外部問題。公社內的土地根據土壤肥瘠分配給每一戶，農民分享資源。村莊內的土地定期重新分配，以求公平。儘管如此，土地並非由公社擁有，而是由10萬左右的領主（pomeshchiks）所擁有。農奴是世襲的，不能離開他們出生的土地。農奴有義務定期向領主提供勞動力和貨品。十九世紀上半葉時，據估計領主收租佔產量至少三分之一。

## 改革內容
1. 地主、貴族對農奴的束縛永遠消失
2. 未來的幾十年將重新擬定地主紳士與農奴的關係，以及土地的所有權
3. 從前為地主耕種土地的農民，將可得到依雙方協商結果的部分土地
4. 大部分的土地並不是直接交給農民個人，而是先交給公社
5. 地主的損失由國家以債券和農民付款的方式賠償
6. 農民須付給政府補償金，分49年償清[4]